# Clarence Chester Cleveland
Pour les articles homonymes, voir Cleveland (homonymie).
Clarence Chester Cleveland (14 septembre 1849-6 janvier 1907) est un agriculteur et homme politique fédéral et municipal du Québec.

## Biographie
Né à Danville dans la région de l'Estrie, il étudia à la Grammar School de Lennoxville. Alors fermier, il s'associe à son frère pour créer une manufacture de cuir. Il devint ensuite maire de Danville et administrateur du Comté de Richmond. Il servit aussi comme capitaine dans la 54e Bataillon d'infanterie volontaire de Richmond, aujourd'hui les Sherbrooke Hussars.
Élu député du Parti conservateur dans la circonscription fédérale de Richmond—Wolfe en 1891, il défait le candidat libéral Wilfrid Laurier au cours de cette élection. Il est défait par le libéral Michael Thomas Stenson en 1896.